# 三宅国村
三宅 国村（みやけ くにむら）は、戦国時代の武将。摂津の有力国衆で、摂津国島下郡（現、大阪府茨木市）三宅城を本拠とした。妻は摂津富田教行寺の僧下間頼広の娘。

## 生涯
摂津の有力国人であり、天文初期より細川高国の弟である晴国の配下として、その姿を見せ始める。晴国陣営において本願寺との外交を一任され、本願寺坊官の下間氏と姻戚関係を持ち、天文3年（1534年）2月には本願寺門徒にもなっていた。ところが、天文4年（1535年）、晴国と敵対する細川晴元が本願寺を打ち破り、両者の間で和睦が成立する。このとき国村は、晴元と本願寺の間の仲介を行うなど、晴国とは独立した動きを示すようになっていく。本願寺も国村への期待を強め、天文5年（1536年）8月12日、国村は、晴国を堺へ落ち延びるよう誘い出すと、そのまま天王寺にて自害に追い込む。そしてその手柄を手土産に、晴元のもとへ帰参した。
天文10年（1541年）8月、高国残党とされた摂津国人の塩川国満が晴元によって攻撃を受けると、縁者であった国村は伊丹親興と共に、当時畿内の実力者であった木沢長政に救援を頼る。しかし長政が形勢不利と見るや、同年12月には晴元のもとへ再び帰参し、孤立した長政は翌年3月に敗死する（太平寺の戦い）。
天文16年（1547年）2月、晴元の家臣である三好長慶に三宅城を囲まれて逃亡。翌天文17年（1548年）には長慶が晴元に背くとそれに同調して長慶に属し、三宅城を回復する。しかし、天文18年（1549年）3月、晴元の側近香西元成に三宅城を急襲され城は落城、国村は逃亡した。それでも、6月になると三好長慶が退勢を挽回し、三宅城を攻撃。その際に国村は奮戦し、三宅城主として返り咲いた。
天文21年（1552年）長慶は近江朽木に追いやっていた将軍足利義輝を京都に迎え、細川氏綱を管領とした。しかし、翌天文22年（1553年）、義輝が逃亡中の晴元を召し返そうとしたため、義輝と長慶は対立する事となった。国村は義輝攻撃の軍に加わり、三宅城は一族の三宅村良が守ったが、晴元側の香西元成に攻められて落城。村良は討死した。国村はすぐに長慶の支援で三宅城の奪回に成功した。だが、一連の働きに対して新たな恩賞がなかったことに国村は次第に不満を募らせていき、永禄5年（1562年）、近江の六角義賢と河内の畠山高政が長慶に対して兵をあげた際、ついに国村は長慶を裏切って六角・畠山連合側に与した。が、連合側は久米田の戦いで三好実休を討ち取って勝利したものの、続く教興寺の戦いで敗北し、畠山高政は三好方から奪え返した高屋城を再び占領され、逃亡。これを見た国村は衆寡敵せず、三宅城を捨てて、堺に逃亡。以後三宅城は廃城となった。一説によるとこの時に国村は自害したともいう。
残った三宅一族は中川清秀の家臣となり、中川氏の播磨国三木への転封、さらに文禄3年（1594年）の豊後国岡への転封に伴って一族も岡へ移り、その地で明治維新を迎えた。
なお、国村の長女は、天文22年（1553年）に出家して康阿比丘尼と名乗り、茨木で防風庵という草庵をつくり暮らしたという。